# VHZ
VHZ, voluit Volleybalvereniging Haarlemmermeer Zuid, is een volleybalvereniging uit Nieuw-Vennep. De vereniging is opgericht op 26 juni 1967. De volleybaltrainingen en wedstrijden vinden plaats in de sporthal De Estafette in Nieuw-Vennep. VHZ is een middelgrote volleybalvereniging met in het seizoen 2013-2014 een ledenaantal van 180.